# Berner Jura (region administracyjny)
Berner Jura (niem. Verwaltungsregion Berner Jura) – region administracyjny w Szwajcarii, w kantonie Berno, o pow. ok. 542 km², zamieszkały przez ok. 54 tys. osób. Powstał 1 stycznia 2010.

## Podział administracyjny
W skład regionu wchodzi jeden okręg (Verwaltungskreis} Berner Jura.